# Государство Центральных регионов Сомали

Район Мудуг, один из двух регионов, на юге которого провозглашено создание Государства Центральных регионов Сомали

Район Гальгудуд, один из двух регионов, где провозглашено создание Государства Центральных регионов Сомали

Государство Центральных регионов Сомали — создающееся автономное государство в Федеративной Республике Сомали. Провозглашено в 2015 году со столицей в городе Дусамареб.

## История
30 июля 2014 года федеральное правительство Сомали официально одобрило новое Государство Центральных регионов Сомали после подписания соглашения в Могадишо между представителями региональных администраций Галмудуг и Химан и Хеб, а также Ахлу-Сунна валь-Джамаа.
Церемония официального оформления нового федерального государства состоялась в президентском комплексе Villa Somalia и под председательством президента Сомали Хасана Шейха Махмуда и премьер-министра Абдивели Шейха Ахмеда с участием послов ООН, ЕС, АС, МОВР и АМИСОМ. По словам канцелярии премьер-министра, федеральное правительство назначило министерский комитет для руководства формированием нового автономного государства. Он также организовал ряд консультативных встреч с региональными представителями: каждая сторона в конечном итоге согласилась создать новую администрацию в регионах Мудуг и Гальгудуд. Кроме того, Государство Центральных регионов Сомали будет подчиняться временной конституции Сомали.
9 августа 2014 года посланники ООН, ЕС и IGAD в Сомали подтвердили, что представители федерального правительства и подписавшие стороны указали до подписания соглашения о Государстве Центральных регионов Сомали, что пакт будет применяться только к Гальгудуду и Галмудугу. Северный Мудуг останется неотъемлемой частью государства Пунтленд. 24 августа 2014 года спикер Федерального парламента Мохамед Осман Джавари объявил, что федеральные парламентарии из Пунтленда начали посреднические переговоры между федеральным правительством и региональной администрацией Пунтленда.
14 октября 2014 года трехдневная конференция в Гарове завершилась заключением 12-пунктового соглашения между федеральным правительством и властями Пунтленда, в котором говорится, что ранее заключенный государственный договор между регионами Галмудуг и Химан и Хеб применяется только к Гальгудуду и югу провинции Мудуг.
25 декабря 2014 года, опередив конференцию по государственному образованию в Ададо, федеральное правительство назначило шесть комитетов для надзора за созданием перспективного Центрального региона Сомали. Руководящие органы включают технический комитет, способствующий созданию Государства Центральных регионов, которое возглавляет Халимо Исмаил Ибрагим; конституционный комитет, председателем которого является Абдинор Моалим Махмуд; комитет по примирению, которому поручено решать разногласия и отбор делегатов под председательством шейха Омара Махмуда Махада; комитет по безопасности, протоколу и надзору, который возглавляет Укэ Хаджи Абдирахман; мобилизационный комитет, который возглавляет Абдуллахи Абди Абдиль; и комитет по размещению делегатов и почетных гостей, под председательством Дахира Хасана Гуатэале.
21 января 2015 года члены Технического комитета по созданию нового региона — Государства Центральных регионов Сомали прибыли в Ададо для содействия проведению церемонии инаугурации для будущего регионального государства. Делегатов сопровождали старейшины и интеллигенция, а затем были проведены переговоры с должностными лицами администрации Химан и Хеба и другими местными представителями.
В конце марта 2015 года старейшины Дусамареба и президента Махмуд начали переговоры о возможном переносе конференции из Ададо в Дусамареб. Махмуд предпочел провести саммит в Ададо, тогда как старейшины высказались за Дусамареб по причинам, связанным с безопасностью, и потому, что в городе уже недавно проводились небольшие встречи по примирению.
В апреле 2015 года президент Махмуд во время консультаций с местными политиками и старейшинами объявил, что Дусамареб считается административной столицей Государства Центральных регионов. 16 апреля 2015 года президент Махмуд официально запустил конференцию Государства Центральных регионов Сомали в Ададо. На саммите присутствовали федеральные министры и депутаты Кабинета министров, технический комитет по государственному образованию Халима Исмаэль, специальный посланник ООН в Сомали посол Николас Кей, специальный посол IGAD Мохамед Абди Афей, посол Турции Ольген Бакар и специальный посланник Уганды Натан Мугиша. Международные представители правительств Эфиопии, США, Великобритании, Италии и Швеции, а также АМИСОМ также приветствовали конференцию по формированию и настоятельно призвали местные заинтересованные стороны совместно работать над обеспечением всестороннего примирения, миростроительства и государственного строительства. Согласно Махмуду, местным лидерам в настоящее время поручено выбрать 510 делегатов, которые в течение двух недель изберут нового регионального президента.
В мае 2015 года федеральная делегация во главе с министерством внутренних дел запустила второй этап конференции Государства Центральных регионов Сомали в Ададо. Встреча включала переговоры с местными политиками, старейшинами и интеллигенцией, а также с должностными лицами технического комитета.